# Roy Manzer
Roy Manzer, kanadski letalski častnik, vojaški pilot in letalski as, * 31. avgust 1896, Maple Creek, Saskatchewan, † 26. avgust 1956, Victoria, Britanska Kolumbija.
Stotnik Manzer je v svoji vojaški službi dosegel 12 zračnih zmag.

## Življenjepis
Med prvo svetovno vojno je bil od leta 1917 pripadnik Kraljevega letalskega korpusa, nato pa je prestopil v Kraljevo vojno letalstvo.
8. avgusta 1918 je bil sestreljen in padel je v nemško vojno ujetništvo. Po koncu vojne se je vrnil v Kanado in postal odvetnik.

## Odlikovanja
- Distinguished Flying Cross (DFC)